# Zuid (Utrecht)
Zuid is een van de tien stadsdelen (volgens de gemeentelijke indeling: wijken) van de gemeente Utrecht. Het stadsdeel heeft 28.754 inwoners (2025).

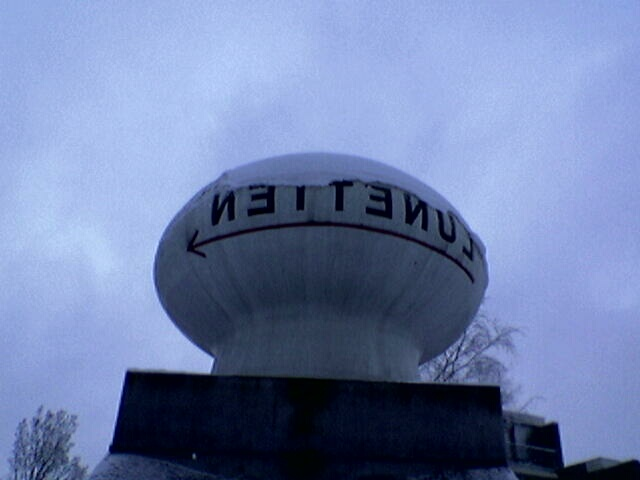
Kunstwerk 'The Temple of Boom' van Rob Birza bij de toegangsweg van Lunetten. Het wordt ook wel "De Champignon" genoemd.

## Ligging
Zuid wordt begrensd door:
- de spoorlijn Utrecht - Boxtel in het noorden en oosten
- de gemeentegrens met Houten en Nieuwegein in het zuiden
- de Vaartsche Rijn en het Merwedekanaal in het westen

## Wijken en buurten
Onder meer de volgende wijken en buurten maken deel uit van Zuid:
- Tolsteeg
- Rotsoord
- Bokkenbuurt
- Hoograven
- Lunetten

### Gemeentelijke indeling
Volgens de gemeentelijke indeling bestaat Zuid uit de volgende subwijken, buurten en subbuurten:
- Oud Hoograven, Tolsteeg
  - Tolsteeg, Rotsoord
    - Rotsoord
    - Tolsteeg

  - Oud Hoograven-Noord
  - Oud Hoograven-Zuid
- Nieuw Hoograven, Bokkenbuurt
  - Bokkenbuurt
  - Nieuw Hoograven-Noord
  - Nieuw Hoograven-Zuid
- Lunetten
  - Lunetten-Noord
    - Brennerbaan en omgeving
    - Wageningseberg en omgeving

  - Lunetten-Zuid
    - Olympus en omgeving
    - Simplonbaan en omgeving
    - Furkabaan en omgeving